# Römheld & Moelle
Das Familienunternehmen Römheld & Moelle wurde 1859 am Südrand von Mainz von Julius Römheld gegründet.
Seit 1906 ist die Eisengießerei im Norden der Stadt, im Industriegebiet, in der Nähe der Schott AG sowie der Nordbrücke angesiedelt. Das Familien-Unternehmen wurde im Rahmen einer Nachfolgeregelung Ende 2014 verkauft.

## Geschäftsfelder
Ein wichtiges Geschäftsfeld ist die Herstellung von Umformwerkzeugen für die Automobilindustrie. Im Bereich des Anlagen- und Maschinenbaus werden Konstruktionsteile u. a. für Motoren, Werkzeugmaschinen, Kunststoff-Spritzguss- oder Druckgussmaschinen und Pressen im Vollformverfahren hergestellt.